# 「C」 (アルバム)
『「C」』（シー）は、中山美穂の1枚目のスタジオ・アルバム。1985年8月21日にキングレコードより発売された。CDは約2週間遅れの1985年9月5日に発売されている(規格品番はK32X-30)。

## 概要
帯コピー：ただ今、お騒がせ中　未来少女、ひと夏のラブ・ストーリー (通常盤)
中山美穂のスタートは「C」から。瑞々しい感性で新しい恋の関係を歌う。(GOLD CD盤)
同タイトルのデビューシングルから2か月後に発売されたファースト・アルバム。タイトル「C」の意味は、フジテレビNEXTで2022年12月15日に放送された『しおこうじのお台場フォーク村』にて作詞者の松本隆によって ″CLOSE″ の ″C″ である事が明言されている。
2015年10月14日には、中山のデビュー30周年を記念した企画『30th Anniversary Original Album Collection』として、これまでにリリースされたアルバムのうち本作を含む25作品が同日再発売された。
2020年11月20日にはサブスクリプションサービスで配信がスタートした。

## 収録曲

### LP / CT
| #         | タイトル                              | 作詞       | 作曲      | 編曲      | 時間  |
| --------- | ------------------------------------- | ---------- | --------- | --------- | ----- |
| 1.        | 「ときめき」                          | 岩里祐穂   | 岩里未央  | 入江純    | 4:00  |
| 2.        | 「スピード・ウェイ〈Album Version〉」 | 松本隆     | 林哲司    | 萩田光雄  | 3:17  |
| 3.        | 「センチメンタル通信」                | 宮原芽映   | 萩田光雄  | 鷺巣詩郎  | 4:08  |
| 4.        | 「SEE THROUGH LOVE」                  | 青木久美子 | 林哲司    | 萩田光雄  | 3:25  |
| 5.        | 「「C」」                             | 松本隆     | 筒美京平  | 萩田光雄  | 3:25  |
| 合計時間: | 合計時間:                             | 合計時間:  | 合計時間: | 合計時間: | 18:15 |

| #         | タイトル                 | 作詞      | 作曲      | 編曲      | 時間  |
| --------- | ------------------------ | --------- | --------- | --------- | ----- |
| 1.        | 「海を感じる瞬間」       | 宮原芽映  | 萩田光雄  | 鷺巣詩郎  | 4:08  |
| 2.        | 「あいつ」               | 岩里祐穂  | 馬場孝幸  | 入江純    | 3:49  |
| 3.        | 「ロンリー・バースデイ」 | 宮原芽映  | 網倉一也  | 入江純    | 3:56  |
| 4.        | 「Last Drive」           | 岩里祐穂  | 岩里未央  | 入江純    | 3:57  |
| 5.        | 「ガラスの雨」           | 宮原芽映  | 馬場孝幸  | 入江純    | 4:15  |
| 合計時間: | 合計時間:                | 合計時間: | 合計時間: | 合計時間: | 20:05 |

### CD
| #         | タイトル                              | 作詞       | 作曲      | 編曲      | 時間  |
| --------- | ------------------------------------- | ---------- | --------- | --------- | ----- |
| 1.        | 「ときめき」                          | 岩里祐穂   | 岩里未央  | 入江純    | 4:00  |
| 2.        | 「スピード・ウェイ〈Album Version〉」 | 松本隆     | 林哲司    | 萩田光雄  | 3:17  |
| 3.        | 「センチメンタル通信」                | 宮原芽映   | 萩田光雄  | 鷺巣詩郎  | 4:08  |
| 4.        | 「SEE THROUGH LOVE」                  | 青木久美子 | 林哲司    | 萩田光雄  | 3:25  |
| 5.        | 「「C」」                             | 松本隆     | 筒美京平  | 萩田光雄  | 3:25  |
| 6.        | 「海を感じる瞬間」                    | 宮原芽映   | 萩田光雄  | 鷺巣詩郎  | 4:08  |
| 7.        | 「あいつ」                            | 岩里祐穂   | 馬場孝幸  | 入江純    | 3:49  |
| 8.        | 「ロンリー・バースデイ」              | 宮原芽映   | 網倉一也  | 入江純    | 3:56  |
| 9.        | 「Last Drive」                        | 岩里祐穂   | 岩里未央  | 入江純    | 3:57  |
| 10.       | 「ガラスの雨」                        | 宮原芽映   | 馬場孝幸  | 入江純    | 4:15  |
| 合計時間: | 合計時間:                             | 合計時間:  | 合計時間: | 合計時間: | 38:20 |

### 曲解説
1. ときめき
2. スピード・ウェイ〈Album Version〉
  - 1stシングル「「C」」のB面曲。
3. センチメンタル通信
4. SEE THROUGH LOVE
5. 「C」
  - 1stシングルA面曲。
6. 海を感じる瞬間
7. あいつ
8. ロンリー・バースデイ
9. Last Drive
10. ガラスの雨

## 再発盤
- 1989年12月25日 - GOLD CD（完全限定盤 330A-50081／同アルバムを含む1988年までに発売されたアルバム全てがGOLD CDで完全限定同日発売された）
- 1992年11月21日 - CD（廉価盤 KICS-262）
- 2015年10月14日 - CD（廉価盤 KICS-3261）
デビュー30周年記念「30th Anniversary Original Album Collection」の1枚として、リマスタリング仕様でこれまでにリリースされたアルバムのうち25作品を同日再発売[5]。